# Länsväg Y 542
Länsväg Y 542 är en övrig länsväg i Västernorrlands län.
Vägen börjar i Matfors och går igenom orterna Rännö, Rödmyran, Lyngstern, Myssjön och Grössjöbergen varefter den slutar i en t-korsning med länsväg 305 i Vigge.